# 瓦查克區
瓦查克區（西班牙語：Distrito de Huachac）是秘魯的一個區，位於該國中部胡寧大區的丘帕卡省，始建於1941年1月8日，面積20.15平方公里，海拔高度3,355米，2005年人口3,040，人口密度每平方公里150人。